# Frederick Herbert Bormann
Frederick Herbert Bormann (* 24. März 1922 in New York City; † 7. Juni 2012 in North Branford, Connecticut; auch bekannt als Herb Bormann und als Autor zumeist als F. Herbert Bormann) war ein US-amerikanischer Ökologe und Professor für Forstökologie an der Yale University in New Haven (Connecticut). Er gehörte zu den Initiatoren der Forschung im Hubbard Brook Experimental Forest und gilt – gemeinsam mit Gene Likens – als ‚Entdecker‘ des Zusammenhangs von Saurem Regen und Waldsterben.

## Leben
Herb Bormann wuchs in Westwood (New Jersey) auf. Sein Vater, Carl Bernhardt Bormann, war Kellner und stammte aus Deutschland, seine Mutter, Gertrude Anna Andle, stammte aus Österreich-Ungarn. Nachdem er ein Semester an der University of Idaho studiert hatte, meldete er sich 1941 – nach dem Angriff auf Pearl Harbor – als Freiwilliger bei der United States Navy. Im Dienstgrad eines Petty Officers (Unteroffiziers) arbeitete er u. a. als Schweißer auf Unterseebooten in Hawaii und absolvierte bis 1947 an der Princeton University einen Offizierslehrgang. Danach studierte er Agrarwissenschaften an der Rutgers University in New Brunswick (New Jersey), wo er 1948 den Bachelor-Grad erwarb. 1950 später bestand er die Abschlussprüfungen für den Master- und den Doktor-Grad (Ph.D.) an der Duke University in Durham (North Carolina) im Fachgebiet Ökologie der Pflanzen. In den folgenden Jahren lehrte er als Professor für Botanik am Dartmouth College in Hanover (New Hampshire). 1966 wurde Bormann auf eine Professur für Forstökologie an der Yale University berufen. 1969 wurde ihm an der Yale University der Lehrstuhl Oastler-Professor für Biologie zuerkannt, den er bis zu seiner Pensionierung im Jahr 1992 innehatte.
Herb Bormann verstarb an den Folgen einer Lungenentzündung. Er hinterließ seine Ehefrau, Christine Williamson Bormann, und vier Kinder.

## Forschungsthemen
Am Dartmouth College führte Herb Bormann u. a. Experimente mit dem Wurzelsystem der Weymouth-Kiefern (Pinus strobus) durch, einer Baumart, bei der die Wurzeln und durch sie die Wasseraufnahme der einzelnen Bäume miteinander in Verbindung stehen. Weil er als Student der Duke University zeitweise am Coweeta Hydrologic Laboratory mit Fragen zum Wassereinzugsgebiet von Pflanzen befasst gewesen war, ergänzte er seine Freilandexperimente alsbald um hydrologische Fragestellungen und sorgte Anfang der 1960er-Jahre dafür, dass das Zusammenwirken von Niederschlag, Sickerwasser und Abfluss mit der Wasserversorgung und der Nahrungsaufnahme von Bäumen seitdem zu den Forschungsthemen des 1955 neu eingerichteten Hubbard Brook Experimental Forest gehören. Zum Team der ab 1963 finanzierten Hubbard Brook Ecosystem Study gehörten insbesondere der Gewässerökologe Gene Likens, der Geologe Noye M. Johnson und Robert S. Pierce vom Forest Service des Landwirtschaftsministeriums der Vereinigten Staaten (USDA).
1971 wies Bormanns Team erstmals gesichert extrem hohe Säurewerte in Regen und Schnell sowie hohe Schwefelwerte im Boden ihres Untersuchungsgebiets nach, was weitere Probenentnahmen im Nordosten der USA zur Folge hatte und letztlich im Jahr 1974 zu einer im Fachblatt Science veröffentlichten Studie über den nunmehr zweifelsfrei nachgewiesenen Zusammenhang von Saurem Regen und Waldsterben führte. In einer biographischen Notiz der National Academy of Sciences heißt es: „Er dokumentierte akribisch die Auswirkungen des zunehmenden Säuregehalts im Ökosystem und beobachtete eine Verringerung des Waldwachstums und den Tod von Wasserorganismen. Durch weitere Studien konnte er den wachsenden Säuregehalt direkt mit der weit verbreiteten Luftverschmutzung in Verbindung bringen.“ 1990 gehörten die Befunde von Bormanns Team zu den wissenschaftlichen Grundlagen für den überarbeiteten US-amerikanischen Clean Air Act.
Außerhalb der naturwissenschaftlichen Fachwelt wurde Bormann in den USA bekannt als Kritiker von monotonen Rasenflächen und seinem Eintreten für die von ihm als Freedom Lawn bezeichneten, artenreichen Wiesen.

## Ehrungen
- 1972 wurde Bormann Mitglied der American Academy of Arts and Sciences.[2]
- 1973 erfolgte seine Wahl in die National Academy of Sciences.[4]
- 1993 wurde ihm der Tyler Prize for Environmental Achievement verliehen.[4]
- 2003 erhielt er den Blue Planet Prize.[2]

## Schriften (Auswahl)
- F. Herbert Bormann und Ben F. Graham Jr.: The Occurrence of Natural Root Grafting in Eastern White Pine, Pinus Strobus L., and Its Ecological Implications. In: Ecology. Band 40, Nr. 4, 1959, S. 677–691, doi:10.2307/1929820.
- F. Herbert Bormann: The Structure, Function, and Ecological Significance of Root Grafts in Pinus strobus L. In: Ecological Monographs. Band 36, Nr. 1, 1966, S. 1–26, doi: 10.2307/1948486.
- F. Herbert Bormann und Gene Likens: Nutrient Cycling. In: Science. Band 155, Nr. 3761, 1967, S. 424–429, doi:10.1126/science.155.3761.424.
- Gene Likens, F. Herbert Bormann, Noye M. Johnson und Robert S. Pierce: The Calcium, Magnesium, Potassium, and Sodium Budgets for a Small Forested Ecosystem. In: Ecology. Band 48, Nr. 5, 1967, S. 772–785, doi:10.2307/1933735.
- Gene E. Likens, F. Herbert Bormann und Noye M. Johnson: Nitrification: Importance to Nutrient Losses from a Cutover Forested Ecosystem. In: Science. Band 163, Nr. 3872, 1969, S. 1205–1206, doi:10.1126/science.163.3872.1205.
- Gene E. Likens, F. Herbert Bormann und Noye M. Johnson: Acid Rain. Band 14, Nr. 2, 1972, S. 33–40, doi:10.1080/00139157.1972.9933001.
- Gene Likens und F. Herbert Bormann: Acid Rain: A Serious Regional Environmental Problem. In: Science. Band 184, Nr. 4142, 1974, S. 1176–1179, doi:10.1126/science.184.4142.1176
- F. Herbert Bormann: Air Pollution and Forests: An Ecosystem Perspective. In: BioScience. Band 35, Nr. 7, 1985, S. 434–441, doi:10.2307/1310024.
- F. Herbert Bormann und Stephen R. Kellert (Hrsg.): Ecology, Economics, Ethics: The Broken Circle. Yale University Press, New Haven 1991, ISBN 0-300-04976-5.
- F. Herbert Bormann und Gene Likens: Pattern and Process in a Forested Ecosystem. Disturbance, Development and the Steady State Based on the Hubbard Brook Ecosystem Study. Springer-Verlag, New York 1994, ISBN 978-0-387-94344-2.
- F. Herbert Bormann et al.: Redesigning the American Lawn: A Search for Environmental Harmony. Yale University Press, New Haven, 2. Auflage 2001, ISBN 978-0-300-08694-2.

## Belege
1. ↑  Gene E. Likens und F. Herbert Bormann: Acid Rain: A Serious Regional Environmental Problem. In: Science. Band 184, Nr. 4142, 1974, S. 1176–1179, doi:10.1126/science.184.4142.1176.
2. 1 2 3 4   Gene E. Likens und Lars O. Heidin: Biographical Memoir. Auf dem Server der National Academy of Sciences, zuletzt abgerufen am 3. Mai 2022.
3. ↑  F. Herbert Bormann Dies at 90; Helped Discover Acid Rain Threat. (Memento vom 25. März 2014 im Internet Archive) Im Original erschienen in der New York Times vom 14. Juni 2012.
4. 1 2 3   Member Directory: Frederick H. Bormann, Yale University. Eintrag auf dem Server der National Academy of Sciences, zuletzt abgerufen am 3. Mai 2022.
5. 1 2   Herbert Bormann. Nachruf auf telegraph.co.uk vom 4. September 2012.
6. ↑  Freedom Lawn. (Memento vom 3. Dezember 2020 im Internet Archive). Im Original publiziert auf mcgillcompost.com vom 4. April 2019.
 freedom lawn. Auf: waywordradio.org vom 26. April 2005.

| Personendaten    | Personendaten                                   |
| ---------------- | ----------------------------------------------- |
| NAME             | Bormann, Frederick Herbert                      |
| ALTERNATIVNAMEN  | Bormann, F. Herbert; Bormann, Herb              |
| KURZBESCHREIBUNG | US-amerikanischer Forstökologe                  |
| GEBURTSDATUM     | 24. März 1922                                   |
| GEBURTSORT       | New York City, Vereinigte Staaten               |
| STERBEDATUM      | 7. Juni 2012                                    |
| STERBEORT        | North Branford, Connecticut, Vereinigte Staaten |